# Mumbulumafälle (Luangwa, Kalungwishi)
Die Mumbulumafälle liegen im Nordosten Sambias.

## Beschreibung
Sie befinden sich etwa 45 km südwestlich der Stadt Mporokoso in der Nordprovinz. Sie liegen am Fluss Luangwa, einem Nebenfluss des Kalungwishi.

## Energiegewinnung
Es gibt Überlegungen ein Mikrokraftwerk an den Fällen zu Installieren. Zu den 6 m Fallhöhe, die die Fälle haben, kommen noch Stromschnellen davor und danach. Somit ergibt sich ein Gesamtunterschied von 18 m. Bei dem üblichen Abfluss könnten 930 kW erzeugt werden.

## Abgrenzung
Es gibt insgesamt drei Wasserfälle in der Region, die den Namen Mumbuluma tragen. Der größte ist der am Luafumu. Daneben einen, den kleinsten der drei Fälle, am Kalungwishi und einen weiteren am Luangwa, der zur Energiegewinnung genutzt werden soll. Das Wort Ku-mbuluma heißt knurren, röhren auf Chibemba, der lokalen Sprache.